# Cruz patada
La cruz patada  (del francés croix pattée significando ‘cruz con patas’), cruz templaria, cruz pátea es aquella cruz cuyos brazos se estrechan al llegar al centro y se ensanchan en los extremos. Su nombre proviene de que los brazos de este tipo de cruz parecen patas. Existen muchos tipos de cruces patadas. 
La cruz patada se asocia con la caballeros templarios, a los que «el 24 de abril de 1147, el papa Eugenio III  les concedió el derecho a llevar permanentemente la cruz; cruz sencilla, pero ancorada o patada, que simbolizaba el martirio de Cristo; de color rojo, porque el rojo era el símbolo de la sangre vertida por Cristo, pero también de la vida. La cruz estaba colocada en su manto sobre el hombro izquierdo, encima del corazón».
Posteriormente, fue utilizada por los caballeros teutónicos, ya que su emblema era una cruz patada negra sobre fondo blanco, y más tarde fue asociada a Prusia y al Imperio alemán desde el año 1871 hasta 1918. Los militares alemanes continuaron usando esta cruz después de 1918. Una versión de la Cruz de Hierro es empleada actualmente por el ejército alemán como su símbolo y se pinta en aviones y vehículos militares.
En la actualidad existen diversas organizaciones que siguen los ideales de la Orden del Temple, las cuales la utilizan como antiguamente a semejanza de esta. Algunas modernas organizaciones francmasonas emplean la cruz patada, lo que a veces puede causar confusión, ya que no tienen nada que ver ni por sus ideales ni fines con la Orden del Temple.[cita requerida]
Esta cruz también se coloca delante del nombre de un obispo que emite el imprimatur o en determinados mapas y señala el lugar donde se encuentra una localización cristiana.
La cruz patada es emblemática de la región geográfica del Vexin, en el noroeste de Francia, donde se encuentra en numerosos mojones y cruces de monumentos.
Una versión de la cruz patada es usada por Teletón, un evento benéfico de ayuda a niños lisiados de Chile, Perú y Uruguay.
Algunas variantes de las cruces patadas:

Con brazos en forma cóncava, es la forma que posee la cruz de hierro, la cual era usada en su variante de color rojo por los caballeros templarios.
Con pequeña curvatura, llamada también cruz patada afinada o cruz del templo.
Con brazos triangulares que se cierran sobre sí mismos llenando casi el cuadrado, llamada cruz patada con los brazos extendidos.
Con brazos terminados en curva convexa, llamada cruz patada alisada y redondeada.